# Hemipilia
Hemipilia es un género de orquídeas perteneciente a la subfamilia Orchidoideae. Se encuentra en Asia desde el Himalaya hasta Taiwán.

## EspeciesHemipilia
A continuación se brinda un listado de las especies del género Hemipilia aceptadas hasta mayo de 2011, ordenadas alfabéticamente. Para cada una se indica el nombre binomial seguido del autor, abreviado según las convenciones y usos y la publicación válida.
1. Hemipilia amesiana Schltr., Repert. Spec. Nov. Regni Veg. Beih. 4: 41 (1919).
2. Hemipilia bidupensis Aver., Lindleyana 14: 222 (1999).
3. Hemipilia bulleyi Rolfe, Notes Roy. Bot. Gard. Edinburgh 8: 27 (1913).
4. Hemipilia calophylla C.S.P.Parish & Rchb.f., J. Bot. 12: 197 (1874).
5. Hemipilia cordifolia Lindl., Gen. Sp. Orchid. Pl.: 296 (1835).
6. Hemipilia crassicalcarata S.S.Chien, Contr. Biol. Lab. Sci. Soc. China, Bot. Ser. 6: 80 (1931).
7. Hemipilia cuneata Schltr., Repert. Spec. Nov. Regni Veg. 9: 21 (1910).
8. Hemipilia discolor Aver. & Averyanova, Komarovia 4: 21 (2006).
9. Hemipilia flabellata Bureau & Franch., J. Bot. (Morot) 5: 152 (1891).
10. Hemipilia forrestii Rolfe, Notes Roy. Bot. Gard. Edinburgh 8: 27 (1913).
11. Hemipilia henryi Rolfe, Bull. Misc. Inform. Kew 1896: 203 (1896).
12. Hemipilia kwangsiensis Tang & F.T.Wang ex K.Y.Lang, Guihaia 18: 7 (1998).
13. Hemipilia limprichtii Schltr., Repert. Spec. Nov. Regni Veg. Beih. 12: 331 (1922).
14. Hemipilia quinquangularis Tang & F.T.Wang, Acta Phytotax. Sin. 1: 60 (1951).
15. Hemipilia sikangensis Tang & F.T.Wang, Acta Phytotax. Sin. 1: 60 (1951).
16. Hemipilia silvatica Kraenzl., Repert. Spec. Nov. Regni Veg. 17: 110 (1921).
17. Hemipilia silvestrii Pamp., Nuovo Giorn. Bot. Ital., n.s., 22: 271 (1915).
18. Hemipilia yunnanensis Schltr., Repert. Spec. Nov. Regni Veg. 9: 22 (1910).